# 戴恩·莱特
戴恩·莱特（英語：Dane Lett，1990年8月29日—），新西兰男子曲棍球运动员。他曾代表新西兰国家队参加2018年和2022年英联邦运动会曲棍球比赛，其中2018年英联邦运动会获得一枚银牌。